# 5-HT1E-Rezeptor
Der 5-HT1E-Rezeptor ist ein hochexprimierter menschlicher G-Protein-gekoppelter Rezeptor, der zu den 5-HT-Rezeptoren gehört. Das menschliche Gen wird als HTR1E bezeichnet.

## Funktion
Die Funktion des 5-HT1E-Rezeptors ist unbekannt, da es an selektiven pharmakologischen Mitteln, spezifischen Antikörpern und permissiven Tiermodellen fehlt. Das 5-HT1E-Rezeptor-Gen weist beim Menschen keine Polymorphismen auf (nur wenige Mutationen), was auf einen hohen Grad an evolutionärer Erhaltung der genetischen Sequenz hinweist, was darauf schließen lässt, dass der 5-HT1E-Rezeptor beim Menschen eine wichtige physiologische Rolle spielt. Es wird vermutet, dass der 5-HT1E-Rezeptor bei der Regulation des Gedächtnisses beim Menschen eine Rolle spielt, da er im frontalen Kortex, im Hippocampus und im Riechkolben, alles Regionen des Gehirns, die für die Regulation des Gedächtnisses wichtig sind, in großer Zahl vorhanden ist.
Dieser Rezeptor ist unter den Serotoninrezeptoren insofern einzigartig, als er bei Ratten und Mäusen nicht vorkommt, denen das Gen für den 5-HT1E-Rezeptor fehlt. Die Genome des Schweins, des Rhesusaffen und mehrerer Hasentiere (einschließlich Kaninchen) sowie des Meerschweinchens kodieren jedoch jeweils ein homologes 5-HT1E-Rezeptor-Gen. Das Meerschweinchen ist der wahrscheinlichste Kandidat für die künftige Untersuchung der 5-HT1E-Rezeptorfunktion in vivo. Die Expression von 5-HT1E-Rezeptoren im Meerschweinchengehirn wurde pharmakologisch bestätigt; die Expressionsmuster von 5-HT1E-Rezeptoren im menschlichen und im Meerschweinchengehirn scheinen ähnlich zu sein. In der menschlichen Hirnrinde erfährt die Expression von 5-HT1E während der Adoleszenz einen deutlichen Übergang, der stark mit der Expression von 5-HT1B korreliert.
Der am engsten mit dem 5-HT1E verwandte Rezeptor ist der 5-HT1F-Rezeptor. Sie weisen eine 57%ige Aminosäuresequenzhomologie auf und haben einige pharmakologische Eigenschaften gemeinsam. Beide Rezeptoren hemmen die Aktivität der Adenylatzyklase, und beide Rezeptoren haben eine hohe Affinität für 5-HT und eine geringe Affinität für 5-Carboxyamidotryptin und Mesulergin. Aufgrund der großen Unterschiede in den Expressionsmustern des Gehirns ist es jedoch unwahrscheinlich, dass diese Rezeptoren beim Menschen ähnliche Funktionen ausüben. So sind beispielsweise 5-HT1E-Rezeptoren im Hippocampus reichlich vorhanden, aber im Striatum nicht nachweisbar, während das Gegenteil für den 5-HT1F-Rezeptor gilt. Daher können Schlussfolgerungen über die Funktion des 5-HT1E-Rezeptors nicht auf die Funktion des 5-HT1F-Rezeptors übertragen werden und umgekehrt.

## Selektive Liganden
Bisher gibt es keine hochselektiven 5-HT1E-Liganden. [3H]5-HT bleibt der einzige verfügbare Radioligand mit hoher Affinität für den 5-HT1E-Rezeptor (5nM).

### Agonisten
- BRL-54443 (5-Hydroxy-3-(1-methylpiperidin-4-yl)-1H-indol) - gemischter 5-HT1E/1F Agonist